# Åtta glas
Åtta glas, When Eight Bells Toll, brittisk film från 1971 med Anthony Hopkins i huvudrollen, baserad på en thriller av Alistair MacLean med samma titel. Titeln kommer från ett marint uttryck, åtta glas, för klockan fyra på natten, sista delen av  hundvakten, vilket är en del av filmens handling. Filmen regisserades av Etienne Périer.

## Handling
Ett flertal skepp med guldtackor kapas någonstans utanför Skottland och brittiska underrättelsetjänsten har inga spår. Philip Calvert, en dykare med extrem tålighet för stress, och underrättelseofficeren Hunslett, kommer på en plan där de spårar skeppen med hjälp av gömda män ombord. Calvert tar sig ombord och upptäcker att männen mördats strax efter att de rapporterat om var de är, kuststaden Torbay (baserad på verklighetens Tobermory). Han tvingas fly och fartyget försvinner med guldet. Calvert och Hunslett blir inbjudna till aristokraten Sir Anthony Skouras, men upptäcker att något inte står rätt till där: Sir Arthur och hans nya hustru grälar öppet. Calvert vill stanna, men deras överordnade, Sir Arthur, beordrar hem dem. Istället för att följa med helikoptern hem, använder Calvert den för att göra en genomsökning av området. Den resulterar dock inte i något, men samtidigt dödas Hunslett.
Sir Arthur har på Calverts initiativ tagit reda på mer fakta om olyckorna och kommer dit personligen. Han inser att Calvert haft rätt. De pressar en polis, vars söner dödats nyligen i en olycka, och får veta att sönerna egentligen hålls kidnappade. Snart dyker dock Sir Arthur hustru Charlotte upp eftersom hon blivit misshandlad och misstänker sin make. Calvert litar inte på Charlotte, men lyckas lista ut vart skeppen förts: till ett område i havet med lagom djup, där skeppen sänkts och plundrats. Han tar med Charlotte och Sir Arthur till ett gäng hajfiskare som förstärkning mot Sir Anthonys trupper. Calvert tar sig in till det gods dit han dragit slutsatsen att gulden troligen förts och får hjälp av dottern i huset, som också berättar att Sir Anthonys döda hustru i själva verket är vid liv och hålls fången i källarhålan tillsammans med flera andra, vilket betyder att Charlotte inte är den hon utgett sig för att vara. Vid klockan tolv (åtta glas) kommer hajfiskarna som avtalat och en eldstrid utbryter.

## Rollista i urval
- Anthony Hopkins - Philip Calvert
- Robert Morley - Sir Arthur Artford Jones ('Uncle Arthur')
- Nathalie Delon - Charlotte
- Jack Hawkins - Sir Anthony Skouras (röst Charles Gray)
- Corin Redgrave - Roy Hunslett
- Derek Bond - Lord Charnley
- Ferdy Mayne - Lavorski